# Spoorlijn Bremerhaven - Cuxhaven
De spoorlijn Bremerhaven - Cuxhaven is een Duitse spoorlijn tussen de steden Bremerhaven en Cuxhaven. De lijn wordt als spoorlijn 1310 beheerd door DB Netze.

## Geschiedenis
Het traject werd door de Preußische Staatseisenbahnen geopend op 30 mei 1896.

## Treindiensten
De treindienst op dit traject wordt tussen 11 december 2011 en 11 december 2021 uitgevoerd door Eisenbahnen und Verkehrsbetriebe Elbe-Weser GmbH (EVB). De treindienst wordt uitgevoerd met treinstellen van het type LINT 41 die van de Landesnahverkehrsgesellschaft Niedersachsen (LNVG) gehuurd worden.
| Serie | Treinsoort         | Route                                                                   | Bijzonderheden |
| ----- | ------------------ | ----------------------------------------------------------------------- | -------------- |
| RB 33 | Regionalbahn (EVB) | Buxtehude – Bremervörde – Bremerhaven Hbf – Bremerhaven-Lehe – Cuxhaven |                |

## Aansluitingen
In de volgende plaatsen is of was er een aansluiting op de volgende spoorlijnen:
Bremerhaven-Speckenbüttel
DB 1311, spoorlijn tussen Bremerhaven en Bad Bederkesa
DB 1740, spoorlijn tussen Wunstorf en Bremerhaven
Cuxhaven
DB 1265, spoorlijn tussen Cuxhaven W51 en Cuxhaven Fischereihafen
DB 1710, spoorlijn tussen Lehrte en Cuxhaven